# Tut Soper
Oro M. „Tut“ Soper (* 9. April 1910 in Chicago; † 20. März 1987 in Evanston (Illinois)) war ein amerikanischer Musiker des Chicago-Jazz (Piano, auch Gesang).

## Leben und Wirken
Soper spielte um 1928 mit Wingy Manone kurz nach dessen Umzug von New Orleans nach Chicago in den Clubs 70 Club und Liberty Inn. Im Club My Cellar in der Clark Street trat er mit dessen Band auf, der auch Buzzy Knudsen (Klarinette) und der Schlagzeuger Dash Burkis angehörten. Befreundet war er mit den Jazzmusikern Floyd Bean, David Rose und George Zack. 1930/31 spielte er in einer Band, bestehend aus Floyd O’Brien, John Mendell und Rollo Laylan in Janesville, Wisconsin; ferner in der Band des Klarinettisten Morris Bercov 1934 spielte er bei Frank Snyder’s Rhythm Kings (als Nachfolger von Jess Stacy), 1940 im Gadders Club in einer Band um Floyd O’Brien. In dieser Zeit arbeitete er außerdem mit Eddie Wiggins, Danny Alvin, George Olsen.
Soper nahm im Januar 1944 in Chicago im Duo mit dem Schlagzeuger Baby Dodds für das lokale Plattenlabel Steiner Davis zwei Singles auf, Oronics/Stardust Stomp und It’s a Ramble/Thou Swell. Im März 1944 war er an einer Session für Signature mit dem Klarinettisten Bud Jacobson als Leader beteiligt; das Material blieb jedoch unveröffentlicht. 1945 begleitete er den Semantiker S. I. Hayakawa bei seinen Lesungen aus Reflections on the History of Jazz. Im selben Jahr trat er u. a. mit Darnell Howard, Boyce Brown, Baby Dodds und Gideon Honoré bei einem Gedenkkonzert für Jimmie Noone auf.
1945/46 spielte er erneut mit Jacobson’s Jungle Kids (Diga Diga Doo) sowie mit den Bill Dohler Four (Paramount) und Bud Freeman (The Man I Love). 1957 spielte bei Marty Grosz and His Honoris Causa Band; 1959 trat er mit Bob Scobey im Cafe Continental auf. Seine letzte Aufnahmen entstanden 1980 bei der Versammlung der International Association of Jazz Record Collectors (IAJRC), u. a. mit Truck Parham. Im Bereich des Jazz war er zwischen 1944 und 1980 an neun Aufnahmesessions beteiligt. Soper lebte in der Addison Street nahe der North Side von Chicago und starb 1987 im St. Francis Hospital in Evanston.